# Оберхармерсбах
Оберхармерсбах (њем. Oberharmersbach) општина је у њемачкој савезној држави Баден-Виртемберг. Једно је од 51 општинског средишта округа Ортенау. Према процјени из 2010. у општини је живјело 2.541 становника. Посједује регионалну шифру (AGS) 8317088.

## Географски и демографски подаци
Оберхармерсбах се налази у савезној држави Баден-Виртемберг у округу Ортенау. Општина се налази на надморској висини од 280–945 метара. Површина општине износи 40,9 km². У самом мјесту је, према процјени из 2010. године, живјело 2.541 становника. Просјечна густина становништва износи 62 становника/km².